# Koos Serierse
Jacobus „Koos“ Serierse (* 12. April 1936 in Rotterdam; † 7. September 2017) war ein niederländischer Jazzmusiker (Kontrabass, auch Piano).

## Leben und Wirken
Serierses wurde früh vom Vater gefördert, der einige Cafés betrieb und gelegentlich selbst als Akkordeonist auftrat; der Vater kaufte ihm einen Bass. Der junge Serierse spielt als Duo mit einem Pianisten, konzentrierte sich aber zunächst auf die Tätigkeit als Fotograf. Seit 1961 spielte er regelmäßig mit Toon Hermans, mit dem erste Aufnahmen entstanden. 1964/65 gehörte er zur Dutch Swing College Band, mit denen er auch international auf Tournee war. Dann fand er Arbeit in den Rundfunkorchestern von Hilversum, etwa bei Harry Bannink. Daneben spielte er auch mit The Stork Town Dixie Kids, deren Schlagzeuger Han Bennink war. Serierse gehörte weiterhin zur Band des Kabarettisten Paul van Vliet.
U. a. spielte er in den folgenden Jahren mit Gijs Hendriks All Star Folkdance Orchestra, Herman Schoonderwalt, Johnny Meijer, Chris Hinze, und im Trio von Jan Huydts, weiterhin mit Rita Hovink, Ad van den Hoed, Joop Scholten, Pim Jacobs, René Thomas,  Rob Madna, Cees Smal, Rob Franken, Wim Overgaauw und Pia Beck. Seit Mitte der 1970er Jahre gehörte Serierse (mit Schlagzeuger Eric Ineke) zum Trio von Rein de Graaff. 1977 tourte er mit Johnny Griffin, Rein de Graaff und Art Taylor in Deutschland; in den folgenden Jahren war er Mitglied im Rein de Graaff/Dick Vennik Quartet und bei den Sky Masters.
Nach einem Kurs bei Rob Madna wurde er 1978 Lehrer am Hilversumer Konservatorium. Für dessen Abteilung für Unterhaltungsmusik entwickelte er einen Lehrplan. Er unterrichtete insgesamt 23 Jahre lang (auch in Rotterdam) und verfasste das Lehrbuch Walking Bass, das 1983 erschien.
Zudem arbeitete er mit Stan Getz, Dizzy Gillespie & AVRO’s Big Band, Lee Konitz, Al Cohn, Eddie Lockjaw Davis, Dave Pike/Charles McPherson (Bluebird, Timeless 1988), Ronnie Cuber und dem Trio von David Fathead Newman, Marchel Ivery und Rein De Graaff. Im Bereich des Jazz war er zwischen 1964 und 1996 an 92 Aufnahmesessions beteiligt, 2003 war er noch an dem Album Laura Fygi at Ronnie Scott's beteiligt.
Koos Serierse war der Vater des Jazz-Schlagzeugers Marcel Serierse und Großvater der Sängerin Anna Serierse.